# Sinophora koreana
Sinophora koreana är en insektsart som beskrevs av Matsumura 1942. Sinophora koreana ingår i släktet Sinophora och familjen spottstritar. Inga underarter finns listade i Catalogue of Life.